# Liefde Schoemaker
Liefde Schoemaker (6 december 2002) is een Belgische atlete, die gespecialiseerd is in de sprint.

## Loopbaan
Schoemaker nam in 2018 op de 400 m deel aan de Europese kampioenschappen U18 in Győr. Ze werd uitgeschakeld in de halve finales. Later dat jaar nam ze ook deel aan de Olympische Jeugdspelen in Buenos Aires. Ze werd vijfde. Het jaar nadien veroverde ze zilver op het Europees Olympisch Jeugdfestival in Bakoe. Ze nam toen ook deel aan de World Athletics Relays in Yokohama. Ze nam zowel bij de vrouwen als gemengd deel aan de  4 × 400 m estafette.
Schoemaker nam in 2021 op de 4 × 400 m estafette deel aan de Europese kampioenschappen U20 in Tallinn. Ze werd met de Belgische ploeg vijfde in de finale. Op de 400 m werd ze uitgeschakeld in de reeksen.
In 2024 nam ze op de 4 × 400 m estafette voor vrouwen deel aan de World Athletics Relays in Nassau. Ze liep enkel de reeksen waar het Belgische team als derde net naast de rechtstreekse kwalificatie greep. Ze werd op de 4 × 400 m geselecteerd voor de Olympische Spelen in Parijs, maar kwam daar niet in actie.
Clubs
Schoemaker begon met atletiek bij Olympic Saint Ghislain Athlétisme (OSGA) en stapte over naar Mons Obourg Hainaut Athlétisme (MOHA). In 2023 stapte ze over naar Excelsior Sports Club. Met die club werd ze in 2023 en 2024 interclubkampioen.

## Persoonlijke records
Outdoor
| Onderdeel | Prestatie | Wind     | Datum           | Plaats    |
| --------- | --------- | -------- | --------------- | --------- |
| 200 m     | 24,21 s   | +1,1 m/s | 1 augustus 2021 | Mol       |
| 400 m     | 52,88s    |          | 12 mei 2024     | Kessel-Lo |

Indoor
| Onderdeel | Prestatie | Datum           | Plaats |
| --------- | --------- | --------------- | ------ |
| 400 m     | 54,06 s   | 30 januari 2021 | Liévin |

## Palmares

### 400 m
- 2018: 3e in ½ fin EK U18 in Győr – 55,08 s
- 2018: 5e Olympische Jeugdspelen in Buenos Aires – 56,14 s + 55,75 s
- 2018:  Europees Olympisch Jeugdfestival in Bakoe – 53,85 s
- 2020:  BK AC – 54,51 s
- 2021: 7e in ½ fin EK U20 in Tallinn – 54,92 s

### 4 x 400 m
- 2019: 10e World Athletic Relays in Yokohama  – 3.31,71
- 2021: 6e EK U20 in Tallinn – 3.37,95
- 2024: 9e World Athletics Relays in Nassau  – 3.26,79[3]

### 4 x 400 m gemengd
- 2019: 8e World  Athletics Relays in Yokohama  – 3.25,74 (3.18,03 (NR) in reeksen)